# Varese Calcio
Varese Calcio s.r.l. – włoski klub piłkarski, grający obecnie w Eccellenza, mający siedzibę w mieście Varese, leżącym w Lombardii.

## Historia
Klub został założony 22 marca 1910 roku jako Varese Football Club. Wszyscy członkowie klubu, zarówno piłkarze, jak i zarząd, co miesiąc płacili kwotę jednego lira na utrzymanie zespołu. Drużyna rozgrywała swoje mecze na lokalnym placu targowym, ale dopiero z czasem wybudowano podium dla widzów, a z lokalnej restauracji zrobiono szatnię.
W 1914 roku zespół przystąpił do regionalnej ligi regionu Lombardia, a jedną z gwiazd tamtego zespołu był amerykański bramkarz Sormani. W maju 1915 rozgrywki zostały przerwane z powodu wybuchu I wojny światowej, a wznowione zostały w 1919 roku. W sezonie 1926/1927 zmieniono barwy klubowe z fioletowo-białych, na biało-czerwone (takie jak barwy miasta Varese). Wybudowano nowy stadion Stadio del Littorio, który we wrześniu 1950 roku przemianowano na Stadio Franco Ossola na cześć byłego piłkarza klubu Franca Ossoli, który przeniósł się z Varese do Torino Calcio. W 1949 roku zginął on w katastrofie lotniczej na wzgórzu Superga, w której zginęli wszyscy piłkarze z Turynu.
W 1964 roku za czasów rządów prezesa Giovanniego Borghiego Varese awansowało po raz pierwszy do Serie A, uprzednio wygrywając kolejno rozgrywki Serie C i Serie B. W tym okresie w zespole wychowali się późniejsi reprezentanci Włoch Pietro Anastasi, Roberto Bettega oraz mistrzowie świata z Hiszpanii Claudio Gentile, Giampiero Marini i Riccardo Sogliano. W 1975 roku minęła „złota era” Varese i zespół ten spadł do Serie B.
W 1985 roku klub spadł do Serie C i 10 sezonów na 20 spędził grając w Serie C2. W 1998 roku pod wodza Stefana Capozucci awansował do Serie C1. W 2001 roku doszło do konfliktu prezesa Gianvittoria Gandolfiego i sponsorów klubu, toteż udziały przejęła rodzina Turrich. Latem 2004 pod ich rządami oraz rodziny Tacconich zespół popadł w tarapaty finansowe i został zdegradowany do ligi regionalnej. W lipcu 2004 ogłoszono bankructwo i pod wodzą nowego zarządu założono nowy zespół A.S. Varese 1910. Rozpoczął on grę w lidze Eccelanza. Doszły jednak także problemy z kibicami, a konkretnie rasistowską frakcją zwaną „Krew i Honor”, którzy w 2002 roku pobili czarnoskórych piłkarzy klubu Francuzów Mohameda Benhassena, Samira Benhassena i Kameruńczyka Andrè Joela Eboué.
W sezonie 2005/2006 Varese awansowało do Serie D, a rok później na trzy kolejki przed końcem wywalczyło promocję do Serie C2.

## Reprezentanci kraju grający w klubie
- Ibrahim Ba
- Néstor Combin
- André-Joël Eboué
- Horst Szymaniak
- Jero Shakpoke
- Pietro Anastasi
- Fabio Bazzani
- Gianfranco Bedin
- Roberto Bettega
- Roberto Boninsegna
- Renato Cappellini
- Luigi Danova
- Virginio Depaoli
- Antonio Di Natale
- Giorgio Ferrini
- Claudio Gentile
- Massimo Maccarone
- Giampiero Marini
- Giuseppe Meazza
- Giorgio Morini
- Gianluca Pessotto
- Armando Picchi
- Benito Sarti
- Giovanni Trapattoni
- Paolo Vanoli